# 리처드 비킨스
리처드 비킨스(Richard Bekins, 1954년 7월 17일 ~ )는 미국의 배우, 텔레비전 배우, 영화배우이다.
로스앤젤레스군에서 태어났다.

## 영화
- 하우스 : 혼자가 아니야 (2020년) - 월시 신부 역
- 하우 위 갓 어웨이 위드 잇 (2013년)
- 템마 (2012년)
- 노리스터 (2012년) - 리차드 그린 역
- 영 어덜트 (2011년) - 데이빗 게리 역
- 리미트리스 (2011년) - 행크 앳우드 역
- 더 브리딩 (2010년) - 맷 역
- 더 노던 킹덤 (2009년) - 데이비드 역
- 줄리 & 줄리아 (2009년)
- 스펙트로피아 (2006년) - 윌리엄 역
- 플라이트 93 (2006년)
- 브라더 투 브라더 (2004년)
- 신의 영웅들 (2003년)
- 법과 질서 (1990년)
- 킬러의 기쁨 (1978년)
- 원 라이프 투 리브 (1968년)
- 애즈 더 월드 턴즈 (1956년)